# ウレイドスクシナーゼ
ウレイドスクシナーゼ(Ureidosuccinase、EC 3.5.1.7)は、以下の化学反応を触媒する酵素である。
N-カルバモイル-L-アスパラギン酸 + 水{\displaystyle \rightleftharpoons }L-アスパラギン酸 + 二酸化炭素  + アンモニア
従って、この酵素の基質は、N-カルバモイル-L-アスパラギン酸と水の2つ、生成物はL-アスパラギン酸と二酸化炭素とアンモニアの3つである。
この酵素は加水分解酵素、特に鎖状アミドの炭素-窒素結合に作用するものに分類される。系統名は、N-カルバモイル-L-アスパラギン酸 アミドヒドロラーゼ(N-carbamoyl-L-aspartate amidohydrolase)である。この酵素は、アラニンとアスパラギン酸の代謝に関与する。